# Илзескалнс

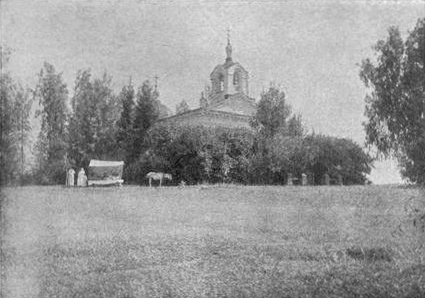
Православная церковь в 1912 г.

И́лзескалнс (латыш. Ilzeskalns) — населённый пункт в Резекненском крае Латвии. Административный центр Илзескалнской волости. Находится на берегу реки Ича неподалёку от железнодорожной станции Илзены. Расстояние до города Резекне составляет около 18 км.
По данным на 2018 год, в населённом пункте проживало 177 человек. Есть волостная администрация, дошкольное образовательное учреждение, народный дом, библиотека, почта, магазин, католическая часовня.

## История
В советское время населённый пункт был центром Гайлумского сельсовета Резекненского района. В селе располагалась центральная усадьба совхоза «Гайлуми».

## Достопримечательности
Построенная в 1832 году православная церковь иконы Божией Матери «Всех скорбящих Радость» имеет статус национального памятника архитектуры. В этой церкви был похоронен герой Отечественной войны 1812 года Яков Петрович Кульнев.